# Maurits Sabbe
Maurits Karel Maria Willem Sabbe, né à Bruges le 9 février 1873 et mort à Anvers le 12 février 1938 , est un écrivain flamand, promoteur du mouvement flamand.

## Biographie
Maurits Sabbe, fils de Julius Sabbe, écrivain et chef de file du Parti libéral, est l'aîné de sept enfants.  Il étudie la philosophie et la littérature à l'université de Gand.  Dans un premier temps il fut, comme son père, professeur de néerlandais à l'Athénée royal de Bruges avant de professer à Malines.  À partir de 1907, il enseigne également le théâtre au Conservatoire royal d'Anvers.  En 1919, il est nommé conservateur du musée Plantin-Moretus à Anvers.  En 1923, il est professeur de littérature néerlandaise à l'Université libre de Bruxelles.
Il est membre de l'Académie royale de Belgique et du conseil de la Bibliothèque royale de Belgique
Il était marié avec Gabriella De Smet et est inhumé dans la pelouse d'honneur du cimetière Schoonselhof à Anvers.

## Sources
- Fernand Remy, Le personnel scientifique de la Bibliothèque royale de Belgique, 1837-1962 : répertoire bio-bibliographique, Bruxelles : Bibliothèque royale de Belgique, 1962, tiré à part de Archives, bibliothèques et musées de Belgique, XXXII, n° 2

1. ↑  « http://www.archiefbank.be/dlnk/AE_13500 »